# Pseudosynanceia melanostigma
Pseudosynanceia melanostigma là danh pháp khoa học của một loài cá trong chi Pseudosynanceia của họ Cá mao mặt quỷ (Synanceiidae), bản địa vùng nước lợ và nước mặn miền tây Ấn Độ Dương, từ vịnh Ba Tư tới miền tây Ấn Độ. Nó có thể phát triển tới chiều dài 13 xentimét (5,1 in). Loài cá này có các gai trên vây lưng với các tuyến chứa nọc độc, có thể gây ra những vết thương rất đau đớn hoặc thậm chí có thể gây tử vong.